# Chuck Klein
Charles Herbert Klein (7 de outubro de 1904 – 28 de março de 1958), apelidado de "Hoosier Hammer", foi um jogador profissional de beisebol. Jogou na Major League Baseball como outfielder pelo Philadelphia Phillies (1928–33, 1936–39, 1940–44), Chicago Cubs (1934–36) e Pittsburgh Pirates (1939). Foi um dos mais prodigiosos rebatedores da National League no final dos anos 1920 e início dos anos 1930. Se tornou o primeiro jogador de beisebol a ser convocado para o All-Star Game como membro de duas equipes diferentes.